# HandOfBlood
HandOfBlood (* 1. August 1992 in Salzgitter-Bad; bürgerlich Maximilian Paul Karl-Heinz „Max“ Knabe; kurz Hänno) ist ein deutscher Webvideoproduzent, Livestreamer, E-Sport-Moderator, E-Sportler und Unternehmer. Er veröffentlichte bis 2024 auf seinem YouTube-Kanal HandOfBlood vor allem Let’s-Play-Videos und gehört zu den bekanntesten deutschen Vertretern dieses Genres. Seit 2024 fokussiert sich Knabe hauptsächlich auf das Livestreaming auf Twitch.

## Leben
Knabe wurde als eines von vier Geschwistern in Salzgitter-Bad geboren und wuchs in und um Braunschweig auf. Er besuchte bis zum Abitur eine Braunschweiger Waldorfschule. In dieser Zeit lernte er Eurythmie sowie Klarinette spielen.
Nach dem Abitur zog Knabe nach Braunschweig und studierte an der Technischen Universität Wirtschaftsinformatik. Während des Studiums und seinen frühen YouTube-Aktivitäten finanzierte Knabe sich seinen Lebensunterhalt mit Wochenend- und Nachtschichten bei McDonald’s. Aus mangelndem Interesse brach Knabe das Studium 2014 ab und zog in Erwägung, Medienwissenschaften in Wernigerode zu studieren. Maxim Markow brachte Knabe jedoch in Kontakt mit Moderationstätigkeiten bei Freaks 4U Gaming, welche Knabe dazu bewogen, statt eines weiteren Studiums, ein Praktikum bei der Agentur in Berlin zu beginnen. Nach seinem Praktikum entschied sich Knabe gegen die angestrebte Ausbildung zum Kaufmann für Marketingkommunikation bei Freaks 4U Gaming, um YouTube zu seinem Vollzeit-Beruf machen zu können.
Derzeit lebt Knabe im Berliner Ortsteil Hakenfelde.

## Medialer Auftritt

### YouTube
Knabes erster YouTube-Kanal „HandOfBlood“ wurde am 10. November 2010 eröffnet, der Name leitet sich von einem gleichnamigen Lied der Band Bullet for My Valentine ab. Inhaltlich setzte sich Knabe in der Anfangszeit vor allem mit Der Herr der Ringe Online und League of Legends auseinander. Für Letzteres nahm er Guides auf, die im deutschsprachigen Bereich eine Marktlücke füllten und ihm zu erster Bekanntheit verhalfen. Außerdem veröffentlichte Knabe klassische Let’s Plays von Spielen wie Need for Speed: Most Wanted und dem Horrorspiel Amnesia: The Dark Descent. Dieses läutete eine Horror-Phase auf dem Kanal ein, bis Knabe 2013 wieder zurück zu League of Legends fand. Anschließend stieg die Anzahl der Projekte auf dem Kanal deutlich an und Knabe begann, täglich Videos zu produzieren. Am 24. Oktober 2013 trat er dem TGN-Netzwerk bei, doch schon Ende 2013 zog Knabe aufgrund des geringen Erfolgs (etwa 1000 Abonnenten) in Erwägung, seine YouTube-Tätigkeiten einzustellen. Mit der Unterstützung seines Kommilitonen Phillip „Kutcher“ Traub erarbeitete Knabe zu dem Zeitpunkt ein neues Kanalkonzept, mit dem im Anschluss laut Knabe auch der Durchbruch seines Kanals gelang. Das Kanalkonzept legte mit den drei Rubriken Lol-News, Lol-Facts und Lol-Guides einen starken Fokus auf League of Legends, enthielt aber auch Raum für Let’s Plays und Streaming.
Im März 2014 veröffentlichte Knabe die Straßeninterviews der „High Elo Rentner“, welches zu seinem ersten viralen Video wurde und ihm einen erneuten Bekanntheitsschub verschaffte. Im selben Jahr trat Knabe bei der Gaming-Marketing-Agentur Freaks 4U Gaming unter Vertrag; zunächst als Moderator von League-of-Legends-Turnieren, anschließend als Praktikant und Auszubildender und zum Schluss als fest angestellter YouTuber. Im April 2015 öffnete Knabe seinen Zweitkanal „HandOfUncut“. Im Gegensatz zu dem Hauptkanal wurden dort längere und kaum bearbeitete Videos hochgeladen.
Im Januar 2016 erklärte Knabe in einem Video, dass er seinen Hauptkanal neu ausrichten wolle. Die Anzahl der Uploads würde merklich zurückgehen, die Qualität der einzelnen Videos jedoch steigen. Seitdem zeichnen sich seine Videos durch eine hohe Vielfalt in Inhalten und Formaten (darunter Kurzfilme), eine aufwendige Gestaltung im Schnitt und eine inszenierte Anpassung an das gezeigte Spiel, z. B. durch diverse Kostümierungen, aus. Mitte 2016 gewann Knabe den Webvideopreis Deutschland in der Kategorie Gaming. Ein Jahr später wurde er gemeinsam mit David Hain erneut für den Preis nominiert, aufgrund vieler Kritikpunkte am Webvideopreis 2017 riefen beide allerdings ihre Zuschauer dazu auf, nicht für sie abzustimmen.
2018 gründete Knabe gemeinsam mit Henning Semrau und Geschäftsführer Hendrik Ruhe die Influencer-Agentur INSTINCT3. Nach der Gründung von INSTINCT3 verließ Knabe Freaks 4U Gaming, zu denen laut Knabe immer noch guter Kontakt besteht. Inzwischen beschäftigt INSTINCT3 über 50 Mitarbeiter. Mit Bravado, einer Tochtergesellschaft der Universal Music Group, besteht seit 2019 ein Merchandising-Deal. Über den Anbieter können Merchandising-Artikel von HandOfBlood bezogen werden. Im Verlauf bis 2023 verpflichtete INSTINCT3 viele Streamer und YouTuber aus dem Umfeld von Knabe, darunter Gnu, Sterzik, Fabian Siegismund und Broeki sowie schon länger von seinem Kanal bekannte Persönlichkeiten wie David Hain, Maxim, Sola und Kalle, wodurch deutlich mehr Kooperationen zwischen den verschiedenen Kanälen entstanden.
Am 7. Januar 2023 fiel der YouTube-Account HandOfBlood einem Hackingangriff zum Opfer und übertrug einen Livestream, der vorgab er würde von Elon Musk stammen. Dieser zielte darauf ab, Leute dazu zu bewegen, in Bitcoin zu investieren.
Am 16. Januar 2024 erklärte Knabe im dritten Video seiner Schluss Damit-Reihe, dass insbesondere das vorige Jahr, geprägt von dem Hackingangriff sowie einer langen Krankheit und dem daraus resultierenden Arbeitsausfall, zu einem Umdenken bei ihm und seinem Team hinsichtlich der Marke „HandOfBlood“ geführt habe. Nachdem der YouTube-Kanal „HandOfBlood“ in den vergangenen Jahren für aufwendige und qualitativ hochwertige Videoproduktionen bekannt geworden war, habe man feststellen müssen, dass diese Qualität nur wenig Raum für Veränderungen ließ. Stattdessen ging es durch den Anspruch, vorherige Produktionen immer wieder übertreffen zu müssen, verstärkt um die Optimierung des Inhaltes. Dem gegenüber standen nicht nur der nachlassende Spaß an der Videoproduktion seitens Knabe, sondern auch sinkende Zuschauerzahlen. So seien zuletzt sogar die ohne Aufwand produzierten Aufnahmen auf Knabes Zweitkanal „HandOfUncut“ besser bei den Zuschauern angekommen. Auch aus wirtschaftlicher Sicht seien die Videos für den Hauptkanal daher nicht mehr rentabel und würden die teils mehrmonatigen Vorbereitungen nicht länger rechtfertigen. Aus diesem Grund entschied man sich Ende 2023 dafür, „HandOfBlood“ und „HandOfUncut“ gemeinsam mit dem bislang nur selten genutzten Drittkanal „HandOfTrash“ umzustrukturieren. Auf „HandOfBlood“ werden nur noch wenige Videos als Teil etablierter Formate wie Drei schäbige Spiele veröffentlicht. Der Zweitkanal „HandOfUncut“ wird genutzt, um im Stream gespielte Spiele zu verwerten, den Anfang machte hier Dark Souls III. Auf „HandOfTrash“ erscheinen nun kürzere Stream-Ausschnitte wie beispielsweise Reaktionen auf andere Streamer und Videos.

### Twitch
Knabes Twitch-Kanal „HandOfBlood“ wurde am 17. September 2013 erstellt. Auf diesem spielte er verschiedene Spiele, unter anderem League of Legends, PUBG: Battlegrounds und Magic: The Gathering, fungierte aber auch als Host größerer Veranstaltungen wie BAAL. Zuletzt streamte Knabe regelmäßig am Dienstag und Donnerstag, entschied sich im September 2020 jedoch dazu, diese Tätigkeit einzustellen und sich primär auf seinen YouTube-Auftritt zu konzentrieren. Diese Streaming-Pause hielt, bis auf wenige Ausnahmen, bis Anfang 2024 an.
Im Januar 2024 gab Knabe im Verlauf der Umstrukturierung seines YouTube-Auftritts seine Rückkehr zu Twitch bekannt. Sein erster Stream nach der Rückkehr wurde über einen Zeitraum von achteinhalb Stunden von durchschnittlich 34.000 Zuschauern gesehen. Zudem folgten 21.000 neue Nutzer dem Twitch-Kanal und über 11.000 Nutzer schlossen ein kostenpflichtiges Abonnement ab. Am 7. Februar erreichte Knabes Twitch-Kanal die 1.000.000-Follower-Marke, auch die durchschnittlichen Zuschauerzahlen bewegen sich zwischen 10.000 und 20.000, was den Kanal zu einem der größten deutschen Twitch-Kanäle macht.
Die Reaktionen auf Knabes Ankündigung und die Umstrukturierung fielen unterschiedlich aus. Während er von Freunden und Kollegen in seiner Entscheidung bestärkt wurde und man ihm viel Erfolg wünschte, machten sich auf YouTube viele Zuschauer Sorgen bezüglich der Qualität zukünftiger Videos. Dies betraf insbesondere Knabes erstes Stream-Projekt Dark Souls III, welches in den Kommentaren auf YouTube massiv kritisiert wurde. Als Reaktion auf diese Kritik veröffentlichte Knabe kurz nach Beginn des Projekts ein Video, in dem er sich verständnisvoll gegenüber konstruktiver Kritik zeigte, aber auch anprangerte, dass es in den YouTube-Kommentaren bisweilen sogar zu Beleidigungen kam. Auch erklärte er, dass er zwar an dem grundlegenden Konzept festhalten wolle, der Stream aber stetig wachsen und sich verändern würde und nichts „in Stein gemeißelt“ sei. Zeitgleich zu dem Let’s Play von Dark Souls III begann Knabe zudem mit der Übertragung verschiedener E-Sports-Formate. So fungiert sein Kanal als Ausstrahlungsort für die Spiele von Eintracht Spandau in League of Legends und der Baller League. Nach einigen Kooperationen mit anderen Streamern wie Papaplatte begann Knabe im April 2024 selbst wieder aktiv League of Legends zu spielen, dies macht seitdem den Hauptteil seiner Streams aus.

### Wettkämpfe und E-Sports
Knabe beteiligte sich in der Vergangenheit an der E-Sport Szene sowohl als Spieler als auch als Moderator, Kommentator und Teamgründer.

#### League of Legends
Im Jahr 2014 gründete Knabe gemeinsam mit Maxim Markow das Projekt Summoner’s Inn, welches sich thematisch mit League of Legends beschäftigt und seit 2015 die Übertragung der LCS übernimmt. In dem Rahmen moderiert Knabe wiederkehrend E-Sport-Partien von League of Legends.

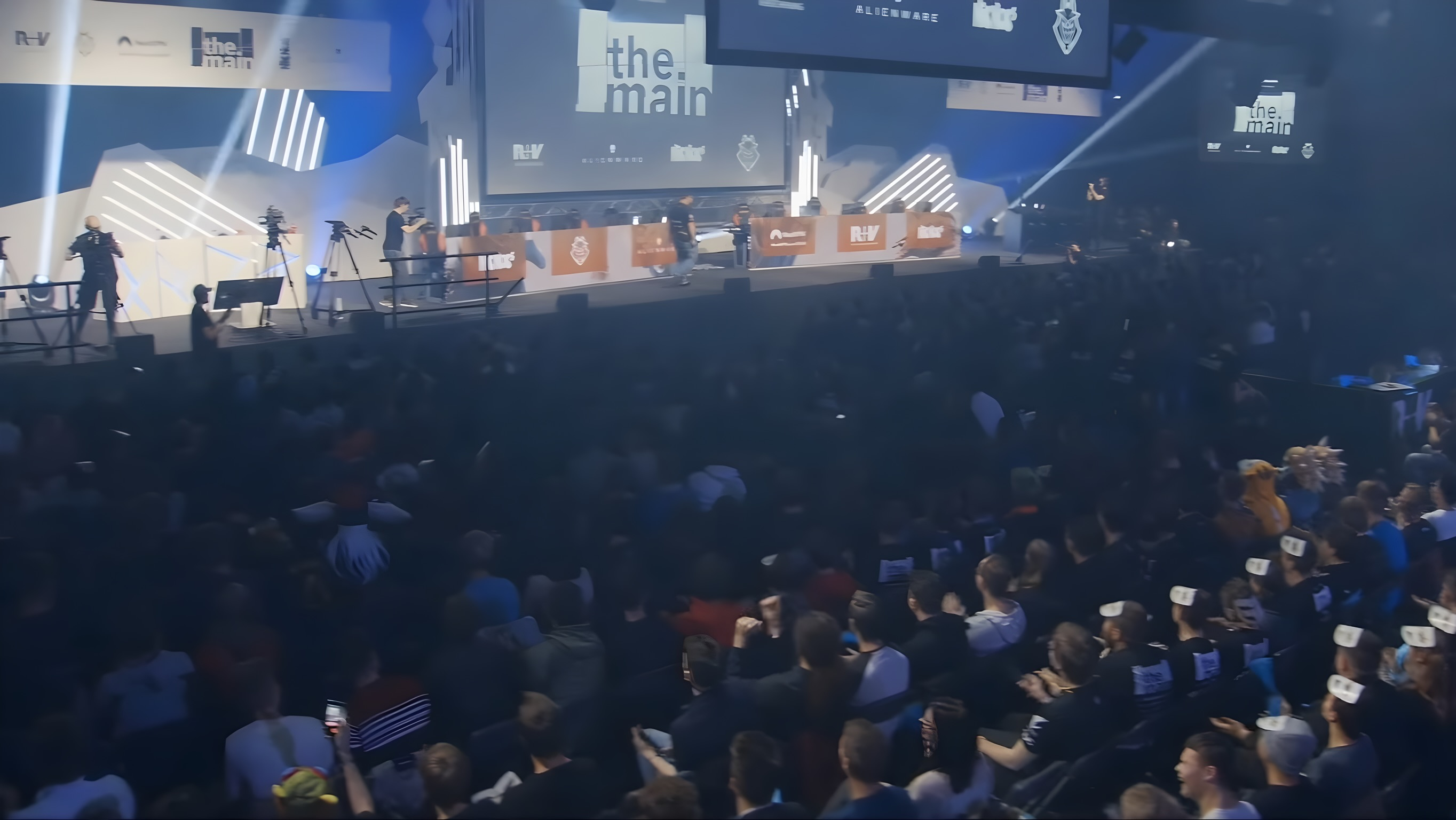
Übertragung der World Finals 2019 auf dem Summoner’s Inn Event The Main in der Arena Berlin.

2015 gründete Knabe das League-of-Legends-E-Sports-Team „Spandauer Inferno“, kurz SPIN. Das Team zeichnete sich zwar durch eine Mischung aus Spaß und Ernst aus, nahm aber an der ESL teil, richtete seinen eigenen Wettbewerb, den King of Spandau, aus und spielten seit ihrer Gründung auch in der Prime League. Dabei gelang ihnen der Einstieg in die oberste Spielklasse. Im Frühjahr 2017 stieg Knabe aus dem Team wieder aus, 2021 löste sich das Team auf.
Im November 2021 wurde auf seinem YouTube-Kanal das neue E-Sports-Team Eintracht Spandau angekündigt. Seit Anfang des Jahres 2022 spielt das Team in der deutschen Prime League von League of Legends. 2024 gewann das Team sowohl den Spring Split der Prime League, als auch den Spring Split der EMEA 2, wodurch sie in diesem Jahr nicht nur ihren ersten eigenen Titel für sich beanspruchen konnten, sondern gleich auch international erfolgreich waren.

#### Baller League
Seit Anfang 2024 ist Eintracht Spandau eines der zwölf Teams der neu gegründeten Hallenfußballliga Baller League. Knabe ist in seiner Rolle als „Präsident Knabe“ mit dem ehemaligen Fußballspieler Hans Sarpei einer der Manager des Teams.

#### Influencer Darts WM
2023 rief er die Influencer Darts WM ins Leben, die seitdem jährlich stattfindet.

#### Diverses
Im Juli 2017 rief HandofBlood gemeinsam mit einigen anderen Streamern die BAAL-Turniere (kurz für Battlegrounds Allstars) ins Leben, bei dem regelmäßig deutsche YouTuber und Streamer in PUBG gegeneinander antreten.

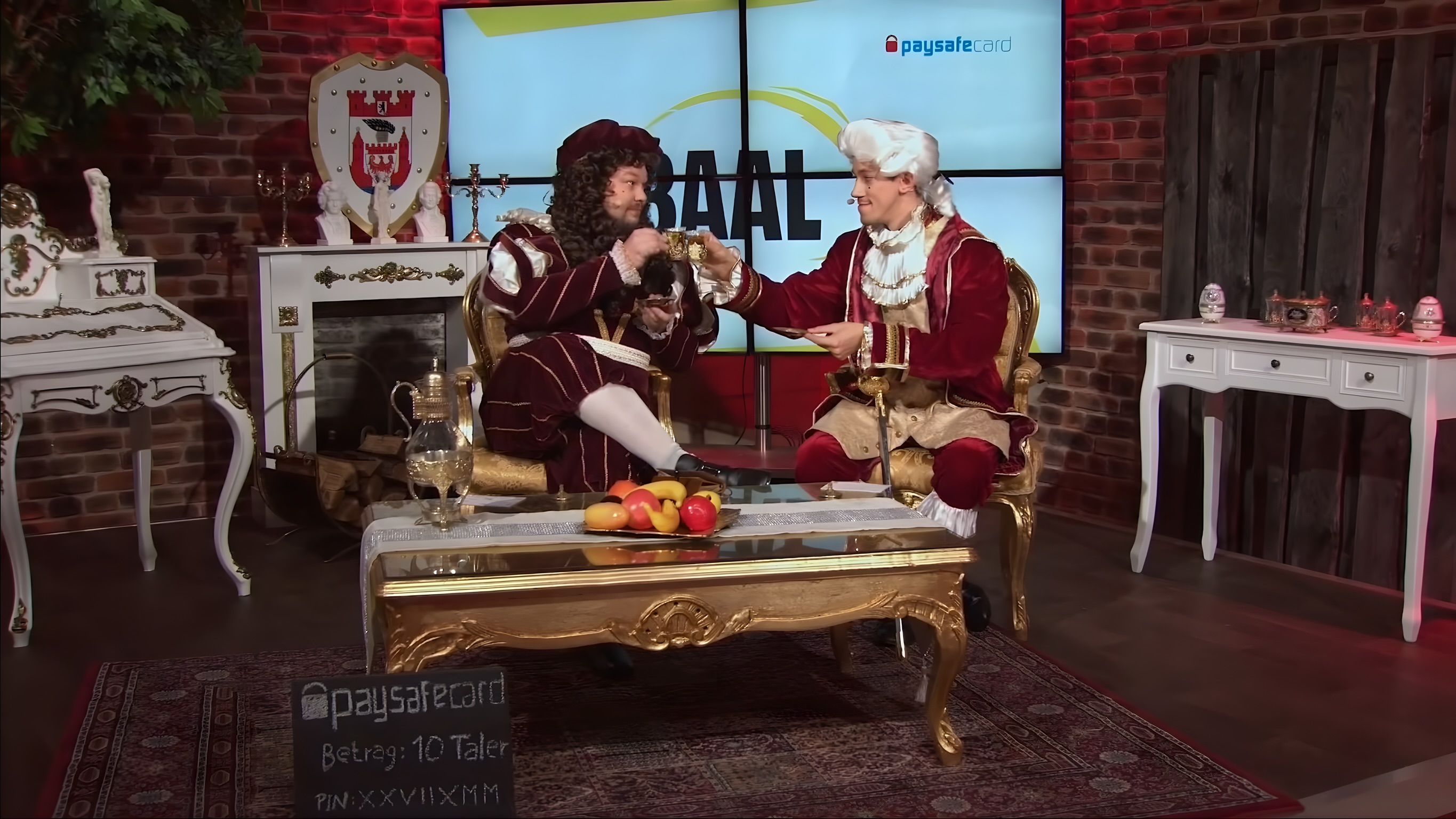
Studio des 15. BAAL Events, moderiert durch Knabe (rechts) und Kalle Koschinsky (links).

Beim Fortnite World Cup 2019, einem internationalen Fortnite-Turnier, gewann Knabes Team ein gemeinsames Preisgeld von 250.000 US-Dollar.

### Spendenaktionen
Seit Knabe 2018 seinen Hund „Falco“ aus dem Tierheim Berlin adoptierte, spendet er wiederkehrend mit seiner Community an dieses. Im Mai 2020 spendete Knabe sein Preisgeld des Fortnite World Cup 2019 von etwa 40.000 Euro vollständig an das Tierheim (Siehe Absatz: Wettkämpfe und E-Sports), 2023 spendete er als Teil einer Wette zu League of Legends 10.000 Euro und im Verlauf bis 2023 sammelte Knabe zu verschiedenen Anlässen mit seiner Community über 27.000 Euro auf einer Spendenplattform.
Im November 2020 setzte sich Knabe mit seiner Teilnahme im WWF-Spenden-Livestream Save the Jungle zusammen mit anderen Streamern für den Erhalt von Wäldern weltweit ein. Insgesamt wurden bei dem vom WWF organisierten Stream 22.500,25 Euro gesammelt.
Angesichts der Fälle von sexueller Belästigung bei Activision Blizzard startete Knabe mit Pascal Becker („Kalle“) im September 2021 eine Spendenaktion für das Projekt Gemeinsam gegen Gewalt an Frauen und Mädchen, welche knapp 60.000 Euro ansammelte.
Des Weiteren beteiligte sich Knabe an größeren Spendenaktionen, so im Juli 2020 zugunsten der Corona-Nothilfe und im Juli 2021 zugunsten der Hochwasserhilfe.

### Gastauftritte
Knabe trat in drei Musikvideos der deutschen Metalcore-/Trancecore-Band Electric Callboy auf. Für die Single MC Thunder in Los Angeles (2017) die Single MC Thunder II in Berlin-Spandau (2020) sowie die Single Hypa Hypa (2020). Des Weiteren hat er einen Gastauftritt im Musikvideo zum Lied "Wolkenschieber" der Band In Extremo.
Für verschiedene Let’s-Play-Projekte vertonten die deutschen Synchronsprecher Marios Gavrillis und Sebastian Schulz ihre Charaktere in Knabes Videos neu. Sebastian Schulz 2019 als Yami Yugi aus Yu-Gi-Oh und Marios Gavrillis 2020 als Denver aus Haus des Geldes.
Im Rahmen des Formates Hänno unterwegs nahm Knabe zwei Gäste als Beifahrer in seinem simulierten LKW (Truck Simulator) mit: 2020 Helge Schneider und 2022 Kurt Krömer.
Am 14. Januar 2025 besuchte Vizekanzler Robert Habeck Knabe während eines Livestreams.
Am 11. Juli 2025 ist er in der Sendung Till Tonight im ZDF zu Gast.

## Synchronisation
- 2020: Cyberpunk 2077 als Fredrik[62]
- 2021: Humankind als HandOfBlood[63]
- 2023: World of Tanks als Major Knabe[64]

## Auszeichnungen
- 2016: Webvideopreis Deutschland: Gaming
- 2017: Webvideopreis Deutschland: Gaming (nominiert)
- 2017: YouTube: Goldener Play Button[65]
- 2022: Deutscher Computerspielpreis: Spielerin/Spieler des Jahres[15]